# Team Taz
Team Taz , também chamado de Team FTW, foi um grupo vilão de wrestling profissional americano que aparecia na All Elite Wrestling (AEW). Eles receberam o nome de Taz, o líder e gerente do grupo.

## História
No episódio de 21 de julho de 2020 do AEW Dark, Ricky Starks se aliou a Brian Cage, que estava acompanhado de Taz, ao atacar Darby Allin. Eles formaram oficialmente uma equipe conhecida como "Team Taz". O Team Taz começou uma rivalidade com Allin e Cody Rhodes. No episódio de 18 de novembro do Dynamite, Allin e Rhodes estavam sendo atacados pelo Team Taz, quando Will Hobbs veio ao ringue com uma cadeira e parecia que Hobbs estava prestes a atacar o Team Taz. No entanto, Hobbs atacou Rhodes e se aliou ao Team Taz. No episódio de 26 de novembro do Dynamite, o nome de Will Hobbs foi mudado para Powerhouse Hobbs. No episódio de 16 de dezembro do Dynamite, Hook (filho de Taz na vida real, Tyler Senerchia) foi apresentado como o mais novo membro do Team Taz depois que foi revelado que Hook estava treinando com Rhodes para ser um lutador. No mesmo episódio, o Team Taz também começou a rivalizar com Sting, que apareceu para ajudar Rhodes e Allin. No episódio de 24 de dezembro do Dynamite, o Team Taz confrontou Sting e estava prestes a atacá-lo, então as luzes se apagaram e Allin apareceu no ringue junto com Sting. No episódio Brodie Lee Celebration of Life do Dynamite em 30 de dezembro, Starks, Hobbs e Cage perderam a luta para Rhodes, Orange Cassidy e Preston "10" Vance. Quando a luta acabou, o Team Taz atacou Cody, Cassidy e Vance. Então as luzes se apagaram e Allin olhou para o Team Taz, as luzes se apagaram novamente pela segunda vez, mas desta vez Sting apareceu com Allin.
Um mês depois, no episódio de 21 de janeiro de 2021 do Dynamite, foi anunciado que Ricky Starks e Brian Cage enfrentariam Darby Allin e Sting em uma Street Fight no Revolution. No evento, o Team Taz foi derrotado por Sting e Darby. 10 dias depois no St. Patrick's Day Slam, o Team Taz apareceu e confrontou Sting e Allin, mas Cage tomou o microfone de Taz. Ele provocou uma face turn dizendo que respeitava Sting e que Sting ainda era "O Ícone", para desespero do Team Taz. Nos meses seguintes, a tensão aumentou no grupo entre Ricky Starks e Brian Cage. Durante isso, Powerhouse Hobbs também começou uma rivalidade com o estreante Christian Cage, depois que o grupo tentou recrutar Cage. No episódio de 21 de abril do Dynamite, Starks não foi derrotado por "Hangman" Adam Page. Durante a luta, Starks sofreu uma fratura no pescoço após uma reversão malsucedida de um german suplex. Depois disso, o resto do Team Taz atacou Page. Também na mesma noite, Hobbs perdeu para Christian Cage. Na semana seguinte, Brian Cage derrotou Adam Page. Em 14 de julho na 1º noite do Fyter Fest, Brian Cage perdeu o FTW World Championship para Ricky Starks após ser atingido na cabeça com o título por Hobbs, sendo efetivamente expulso do Team Taz.
Em 24 de novembro, Dante Martin se juntou ao grupo depois que Taz lhe ofereceu uma vaga. No entanto, em 8 de dezembro, Martin eliminou Ricky Starks do Dynamite Diamond Dozen Battle Royal, que efetivamente removeu Martin do grupo. Foi revelado que Dante se juntou ao grupo como parte de um esquema que criou com Lio Rush , seu parceiro de dupla na época.
Ao longo do primeiro semestre de 2022, Starks e Hobbs continuariam a se unir e perseguir o AEW World Tag Team Championship, enquanto Hook se tornaria um lutador individual e eventualmente viraria um face. No episódio de 20 de julho do Dynamite, Starks lançou um desafiante aberto  pelo FTW Championship, que foi respondido por Danhausen. No FIght for the Fallen em 27 de julho, Starks lançou um desafio aberto imediatamente após derrotar Danhausen, que foi respondido por Hook, que derrotou Starks pelo título. Após uma promo pós-jogo de Starks, Powerhouse Hobbs o atacou, tornado Starks um face e deixando o futuro do grupo em dúvida. Na semana seguinte, no episódio de 3 de agosto do Dynamite, Taz anunciou que estava oficialmente dissolvendo o Team Taz.

## Membros
| Membro           | Membro | Entrada                | Saída                 |
| ---------------- | ------ | ---------------------- | --------------------- |
| Taz              | L*     | 23 de julho de 2020    | 3 de agosto de 2022   |
| Brian Cage       | *      | 23 de julho de 2020    | 14 de julho de 2021   |
| Dante Martin     |        | 24 de novembro de 2021 | 8 de dezembro de 2021 |
| Powerhouse Hobbs |        | 19 de novembro de 2020 | 27 de julho de 2022   |
| Ricky Starks     | *      | 23 de julho de 2020    | 3 de agosto de 2022   |
| Hook             |        | 16 de dezembro de 2020 | 3 de agosto de 2022   |

## Títulos e prêmios
- All Elite Wrestling
  - FTW Championship (3 vezes) – Cage (1),[10] Starks (1),[11] Hook (1)
  - Casino Ladder Match (2020) – Cage[12]
- Wrestling Observer Newsletter
  - Melhor não-lutador (2020) – Taz[13]